# Агра
А́гра — город на севере Индии, в штате Уттар-Прадеш. С 1528 по 1658 был столицей империи Бабуридов. Ныне является одним из крупнейших туристических центров Индии, благодаря сооружениям эпохи упомянутой выше империи и, в частности, Тадж-Махалу. Агра находится на берегу реки Ямуны. Население — 1 746 467 чел. (2011).

## История

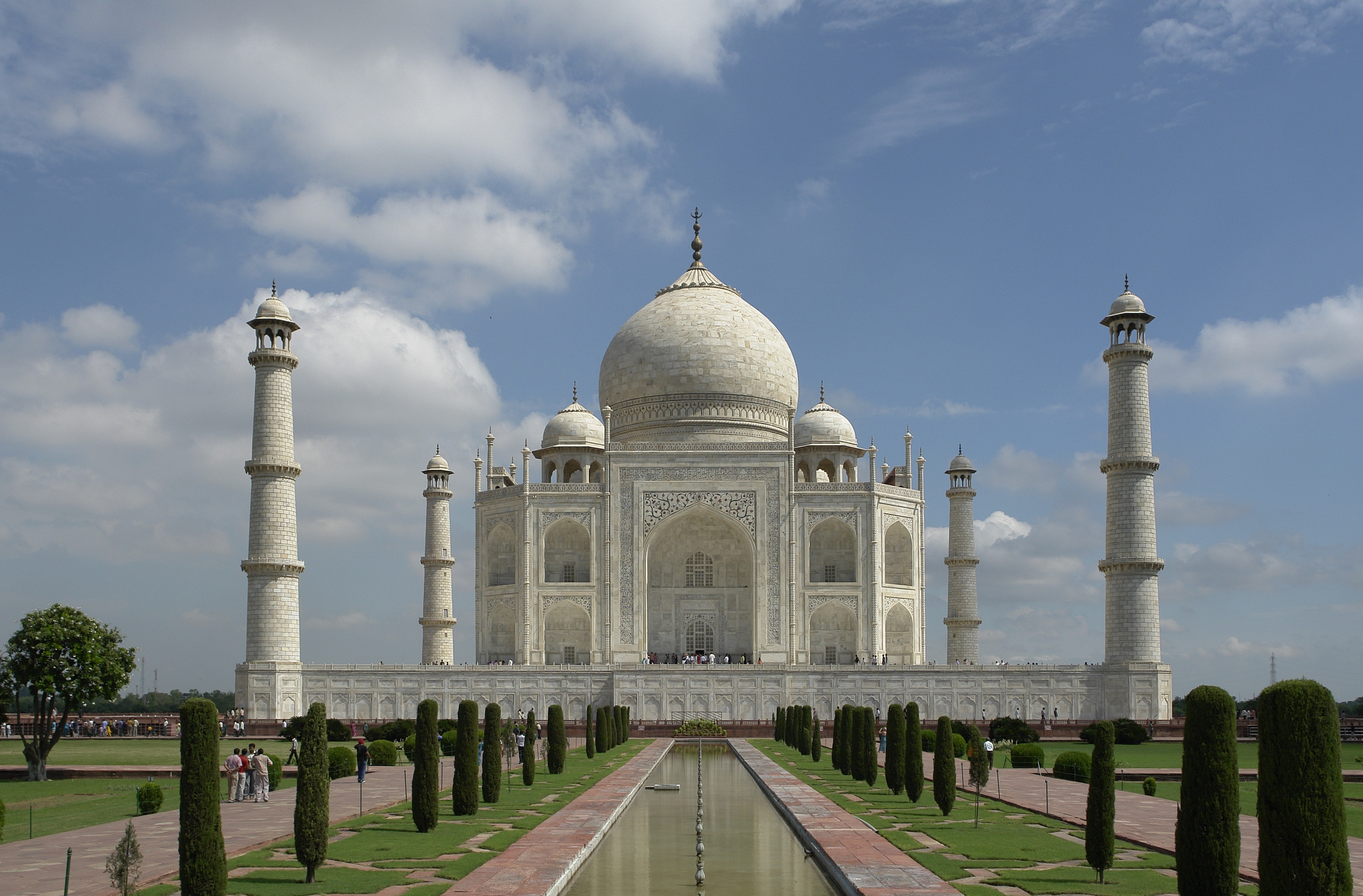
Тадж-Махал

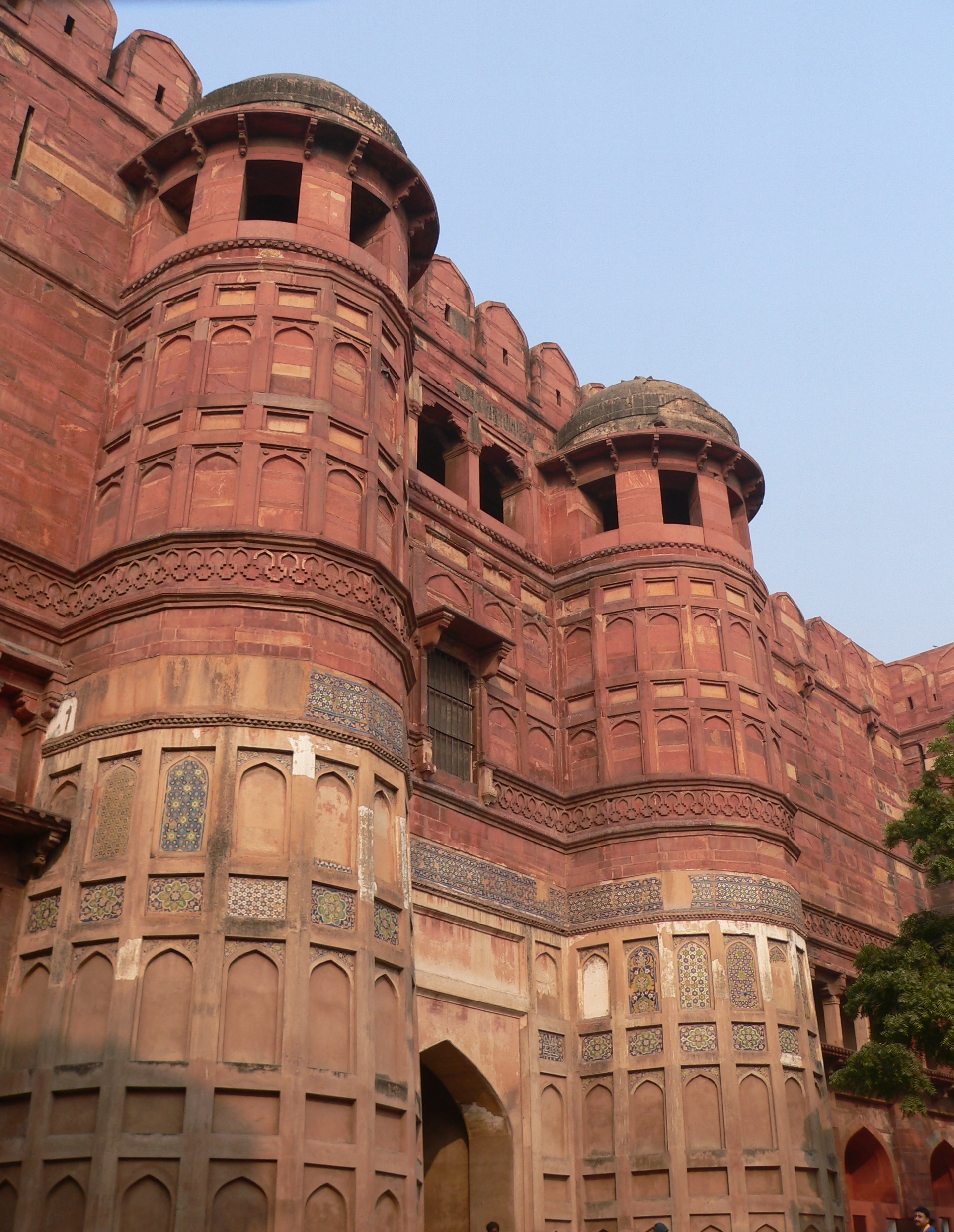
Одни из ворот Красного форта

Агра основана в XV веке. В 1526 году Агру захватил Бабур; в его правление в Агре появились первые укрепления. Во второй половине XVI века Агра стала столицей империи Великих Моголов; началась эпоха процветания Агры; в городе насчитывалось более 500 тыс. жителей, была выстроена крепость на правом берегу Джамны. Однако в 1658 году Аурангзеб перенёс столицу в Аурангабад — начался период упадка Агры.
В XVIII веке город неоднократно менял своих правителей; Агра подвергалась сильным разрушениям со стороны джатов, персов и пуштунов. В 1784 году Агра была опустошена маратхами. Наконец, в 1803 году город был захвачен англичанами, изгнавшими из Агры маратхов. Под управлением Британской империи Агра стала важным торговым городом; начала развиваться промышленность; Агра была соединена железными дорогами с Дели, Бенаресом и Калькуттой.
В 1857 году, во время крупного народного восстания, англичане покинули город и оборонялись в крепости; для подавления восстания в Агру были направлены крупные соединения британской армии, которые и разгромили восставших.

## Климат
Климат Агры характеризуется как субтропический муссонный, город отличается крайне жаркой погодой. Дневные температуры с апреля по июль достигают 40-46°С, лишь ночью температура опускается до 30°С. Муссоны в Агре не столь сильны, как в других частях страны; среднегодовой уровень осадков составляет 723 мм (почти все они выпадают с июня по сентябрь). Лучшее время для посещения города — зимний период, отличающийся тёплой и солнечной погодой.
| Показатель                                  | Янв. | Фев. | Март | Апр. | Май  | Июнь | Июль | Авг. | Сен. | Окт. | Нояб. | Дек. | Год  |
| ------------------------------------------- | ---- | ---- | ---- | ---- | ---- | ---- | ---- | ---- | ---- | ---- | ----- | ---- | ---- |
| Абсолютный максимум, °C                     | 30,3 | 35,2 | 40,5 | 46,3 | 47,8 | 47,5 | 46,3 | 42,8 | 41,2 | 40,3 | 35,8  | 30,8 | 47,8 |
| Средний суточный максимум, °C               | 22,3 | 25,5 | 31,9 | 37,9 | 41,7 | 40,7 | 35,3 | 33,2 | 34,0 | 34,0 | 29,2  | 23,9 | 32,5 |
| Средняя температура, °C                     | 15,1 | 17,8 | 24,0 | 30,5 | 34,0 | 34,6 | 31,1 | 29,6 | 29,4 | 27,0 | 21,7  | 16,0 | 26,0 |
| Средний суточный минимум, °C                | 7,7  | 10,3 | 15,4 | 21,5 | 26,5 | 28,9 | 26,8 | 25,7 | 24,3 | 19,1 | 12,5  | 8,2  | 18,9 |
| Абсолютный минимум, °C                      | 1,8  | 1,8  | 6,7  | 12,7 | 18,8 | 20,8 | 21,7 | 20,1 | 16,7 | 12,8 | 4,8   | 1,8  | 1,8  |
| Норма осадков, мм                           | 13   | 18   | 9    | 7    | 12   | 56   | 203  | 241  | 129  | 25   | 4     | 6    | 723  |
| Источник: World Meteorological Organization |      |      |      |      |      |      |      |      |      |      |       |      |      |

## Демография

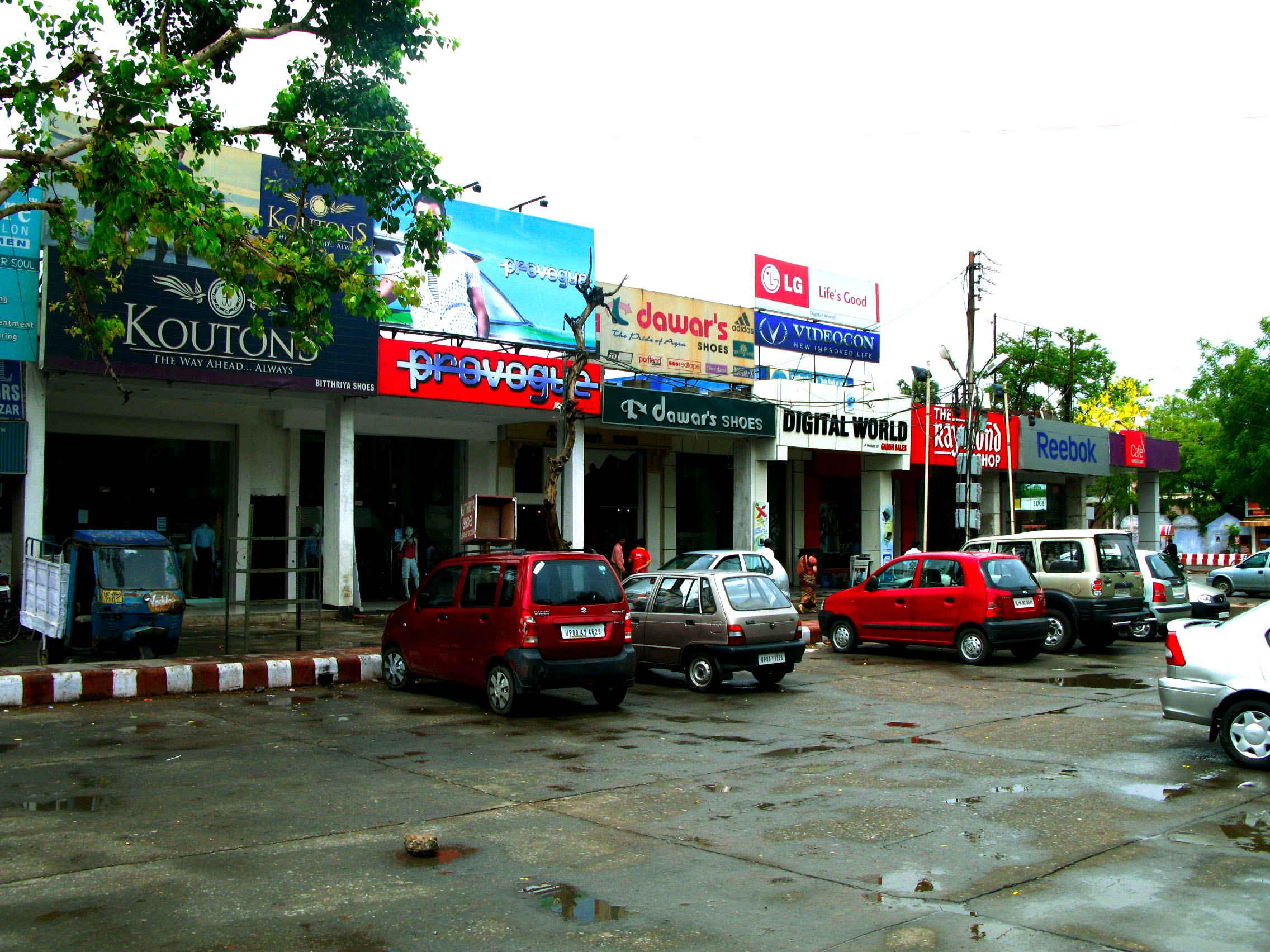
Садар Базар

По данным переписи 2001 года население округа Агра составляло 3 620 436 человек. Население самого города по данным на 2010 год — 1 686 976 человек. 53 % составляют мужчины, 47 % — женщины. За 10 лет с 1991 по 2001 год население выросло на 31 %. Уровень грамотности города составляет 81 %, уровень грамотности района — 62,6 %. Индуизм исповедуют 89,6 % населения, мусульмане составляют 8,93 %, джайнисты: 0,5 %. Доля детей до 6 лет: 11 %. Наиболее распространённый язык — хинди, часть населения говорит на урду и панджаби.

## Транспорт
Национальное шоссе № 2 соединяет Агру с Дели, расстояние между городами составляет около 200 км (около 4 часов езды). Шоссе № 11 соединяет город с Джайпуром, расстояние около 255 км. Расстояние до города Гвалиора 122 км по шоссе № 3.
Агра — крупный железнодорожный узел, станция находится на пути следования поездов между Дели и Мумбаи, а также между Дели и Ченнаи. С Нью-Дели Агра связана скоростным пассажирским железнодорожным сообщением.
Имеется Метрополитен Агры, будет две линии.

## Промышленность
Агра — центр лёгкой (кожевенно-обувной, хлопчатобумажной, хлопкопрядильной), пищевой промышленности, металлообработки. Развиты кустарные промыслы (в том числе производство ювелирных изделий, поделок из мрамора и красного песчаника). Имеется университет. 

## Достопримечательности
В Агре и её окрестностях — многочисленные архитектурные памятники:
- Крепость Агры из красного песчаника (1564—1574) и мавзолей Акбара в Сикандре,
- беломраморный дворец Шах-Джахана и его же Жемчужная мечеть,
- Мечеть Драмма,
- заброшенный город Фатехпур-Сикри (40 км от Агры), остатки неудачной попытки императора Акбара построить новую столицу своей империи,
- Мавзолей Итимад-Уд-Даула в Персидском парке, построенный императрицей Нурджахан, супругой Джахангира, для своих родителей, и др.

Крепость Агры (XVI—XVII века) и мавзолей Тадж Махал (1632—1650) признаны объектами Всемирного Наследия Юнеско.

## В литературе
В Агре происходит часть действия детективной повести «Знак четырёх» Артура Конана Дойля.
Упоминается в стихотворении Н. Гумилёва «Царица».

## Галерея

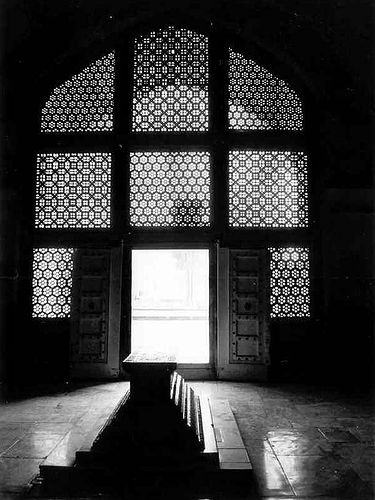
Гробница Акбара Великого
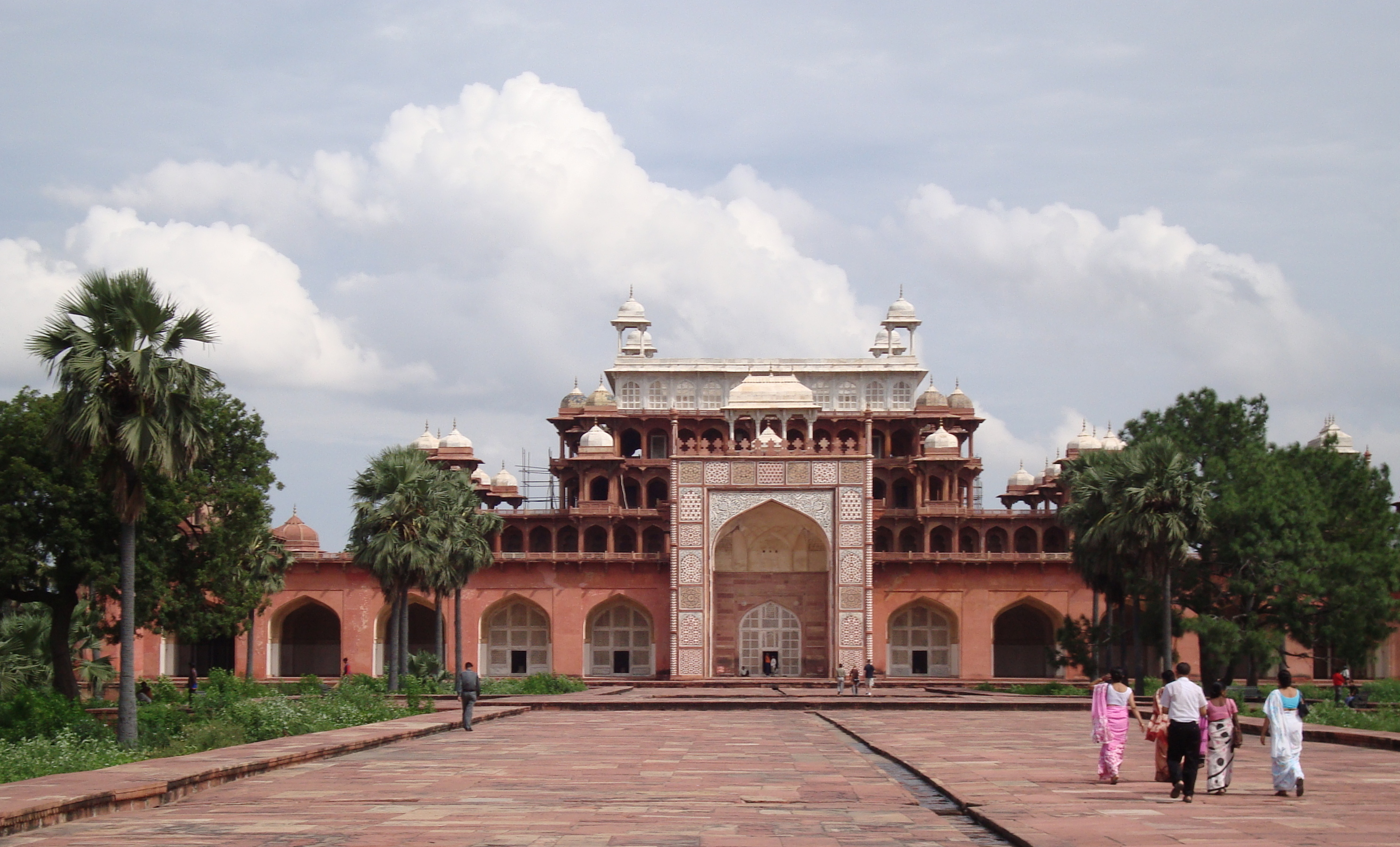
Гробница Акбара
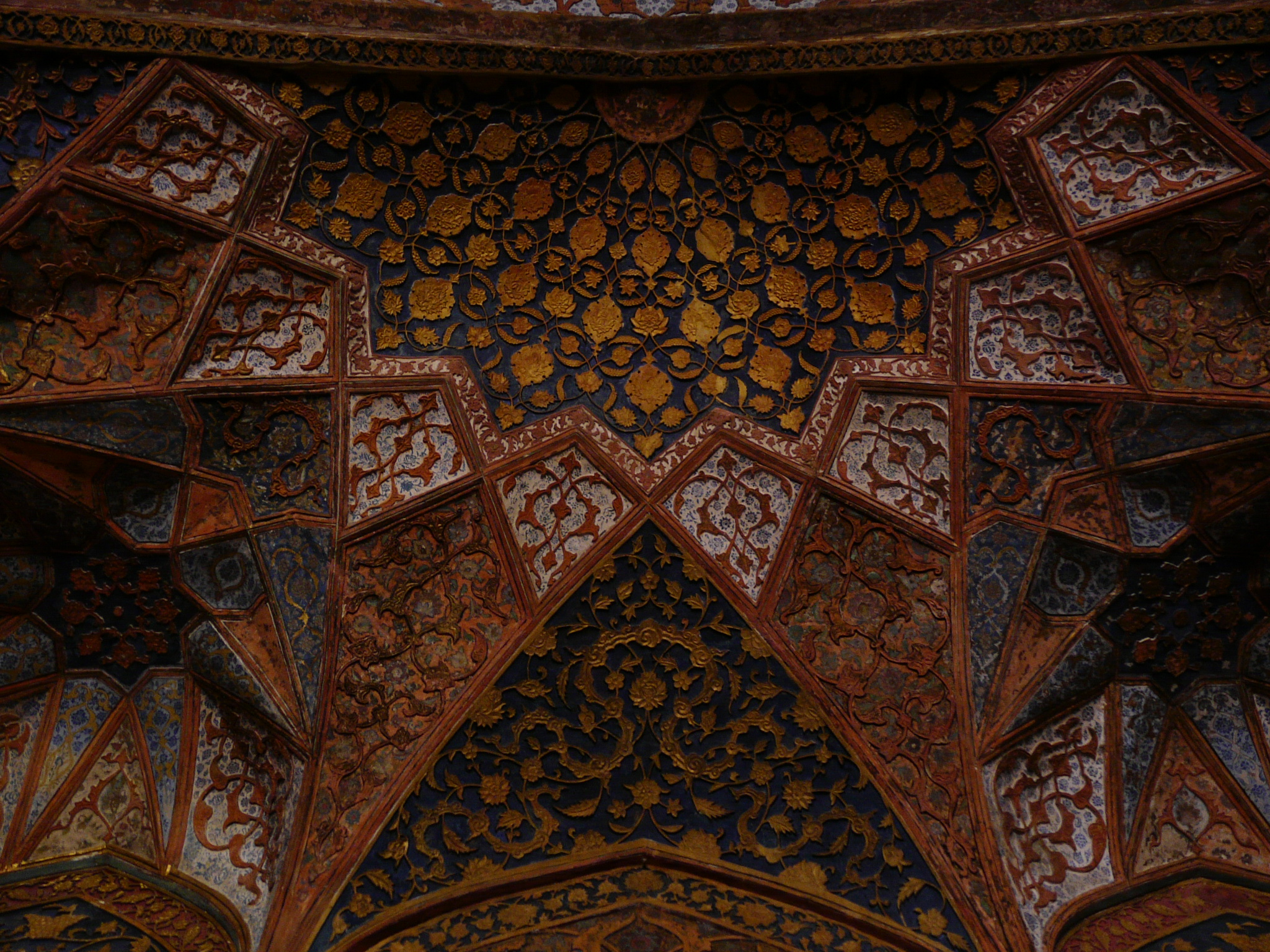
Детали потолка гробницы Акбара
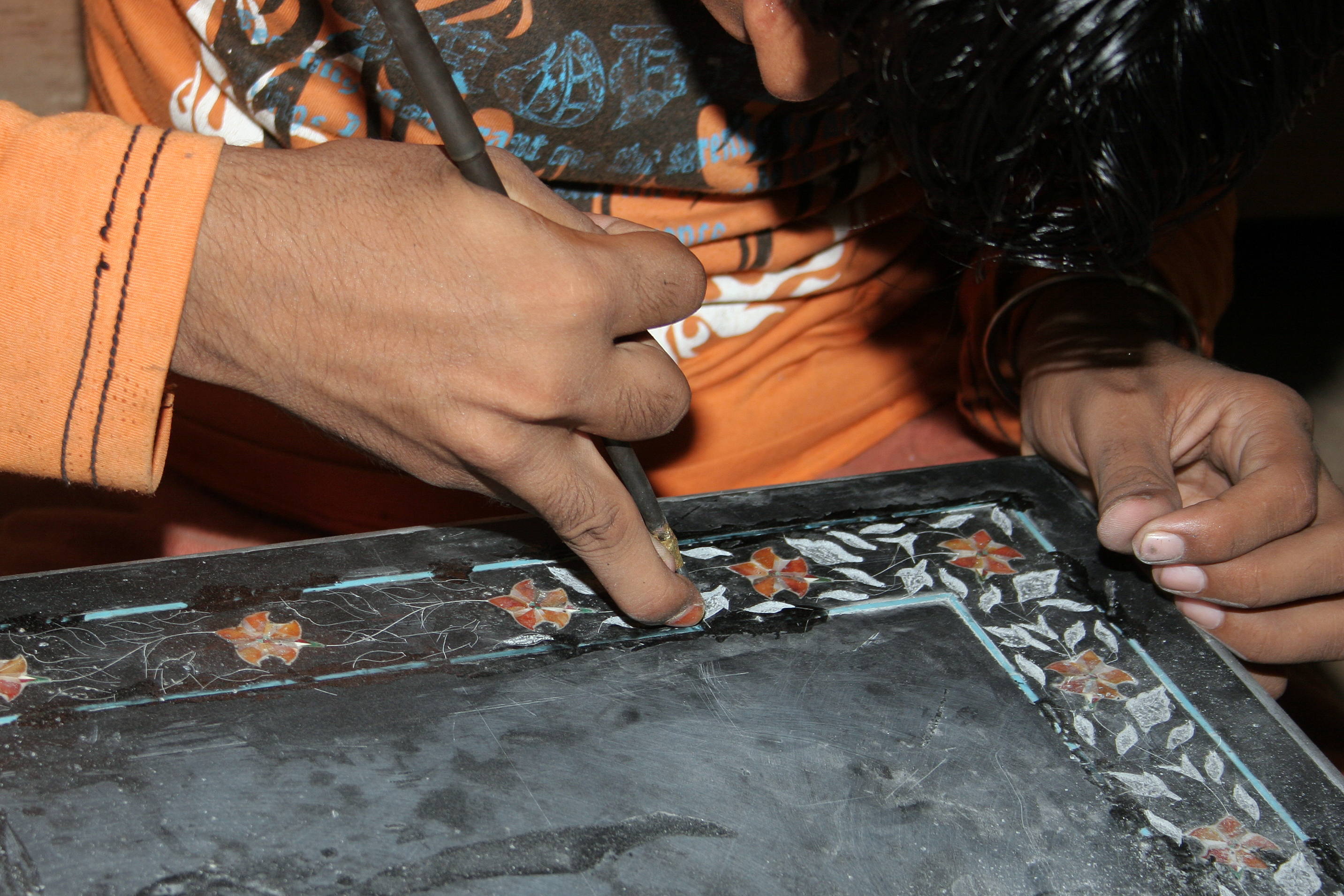
Инкрустация мрамора
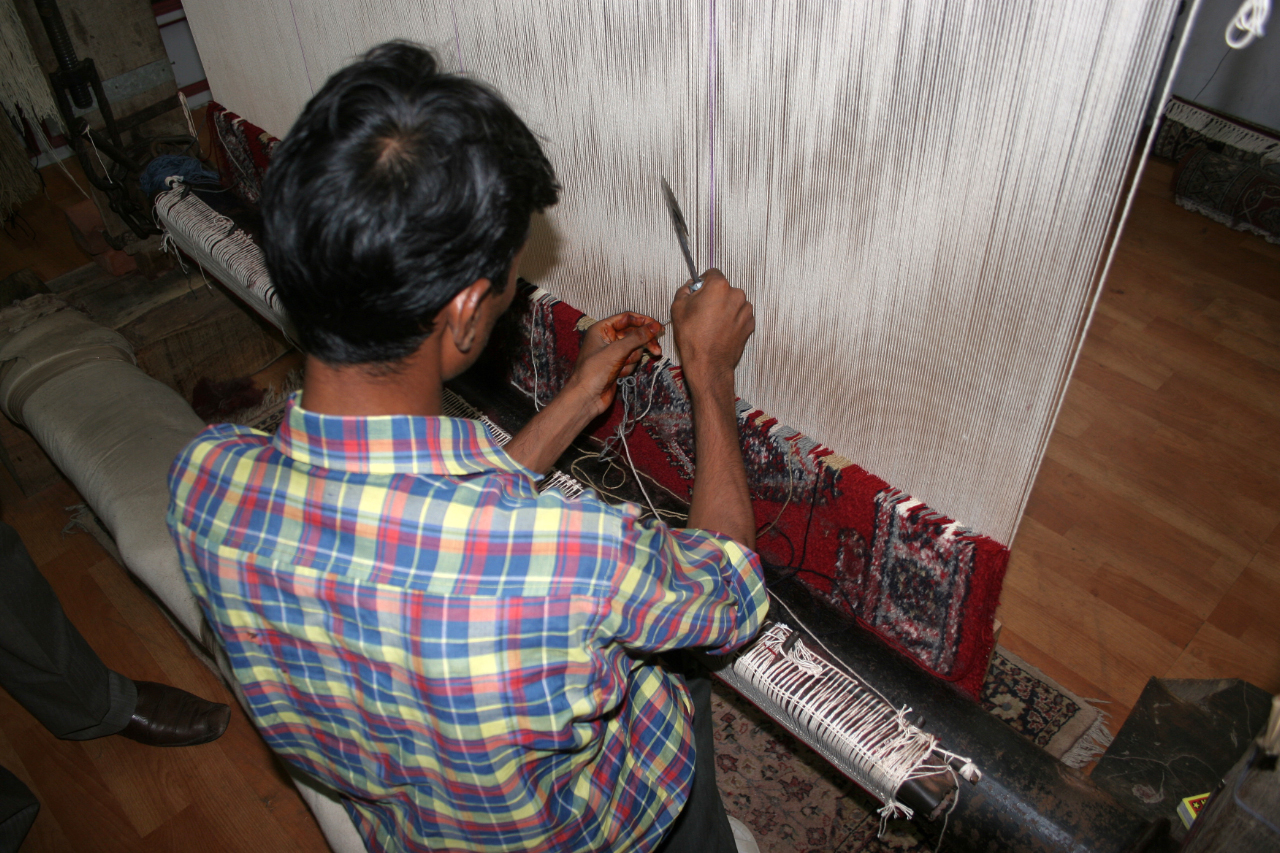
Изготовление ковров
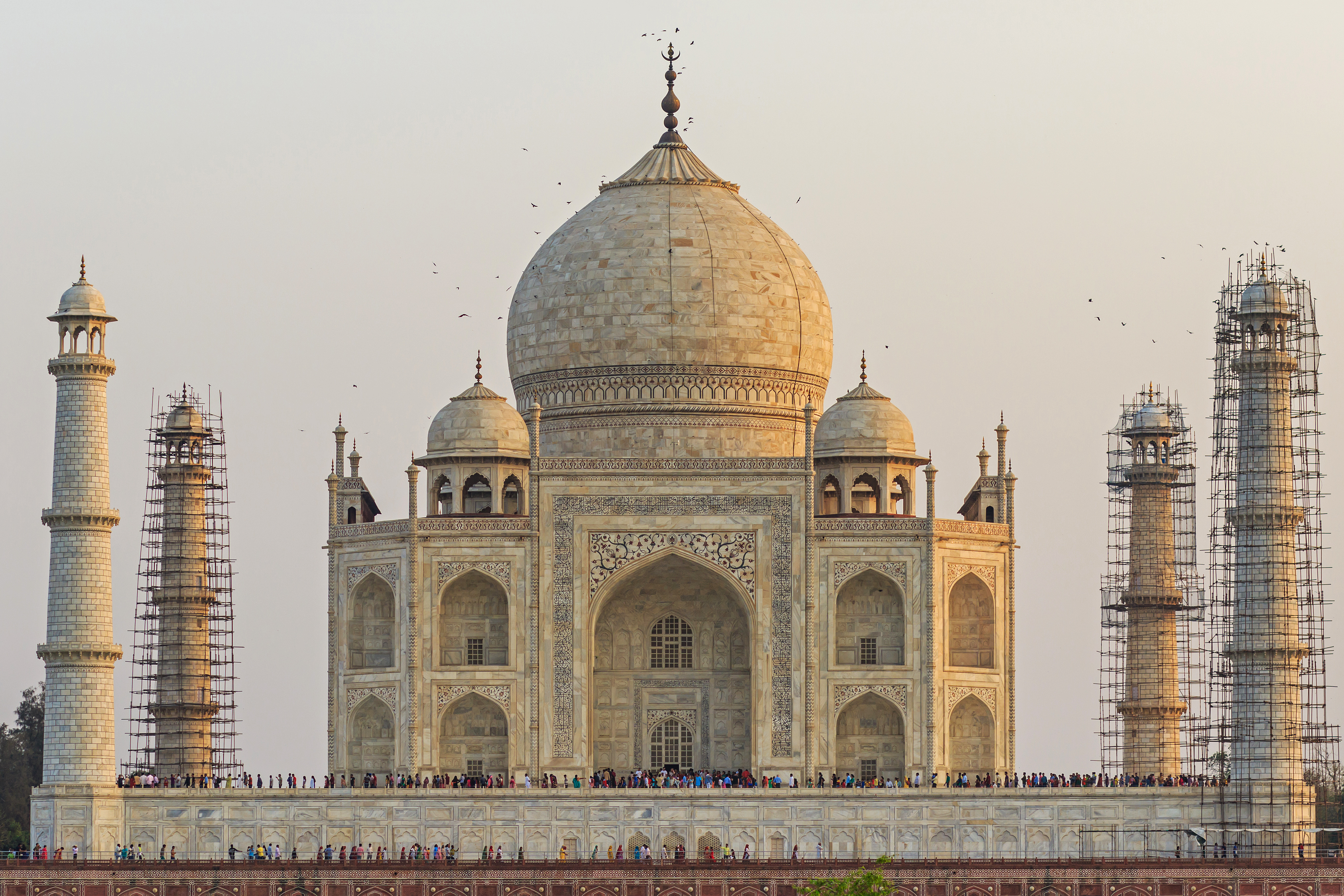
Тадж Махал, северный фасад
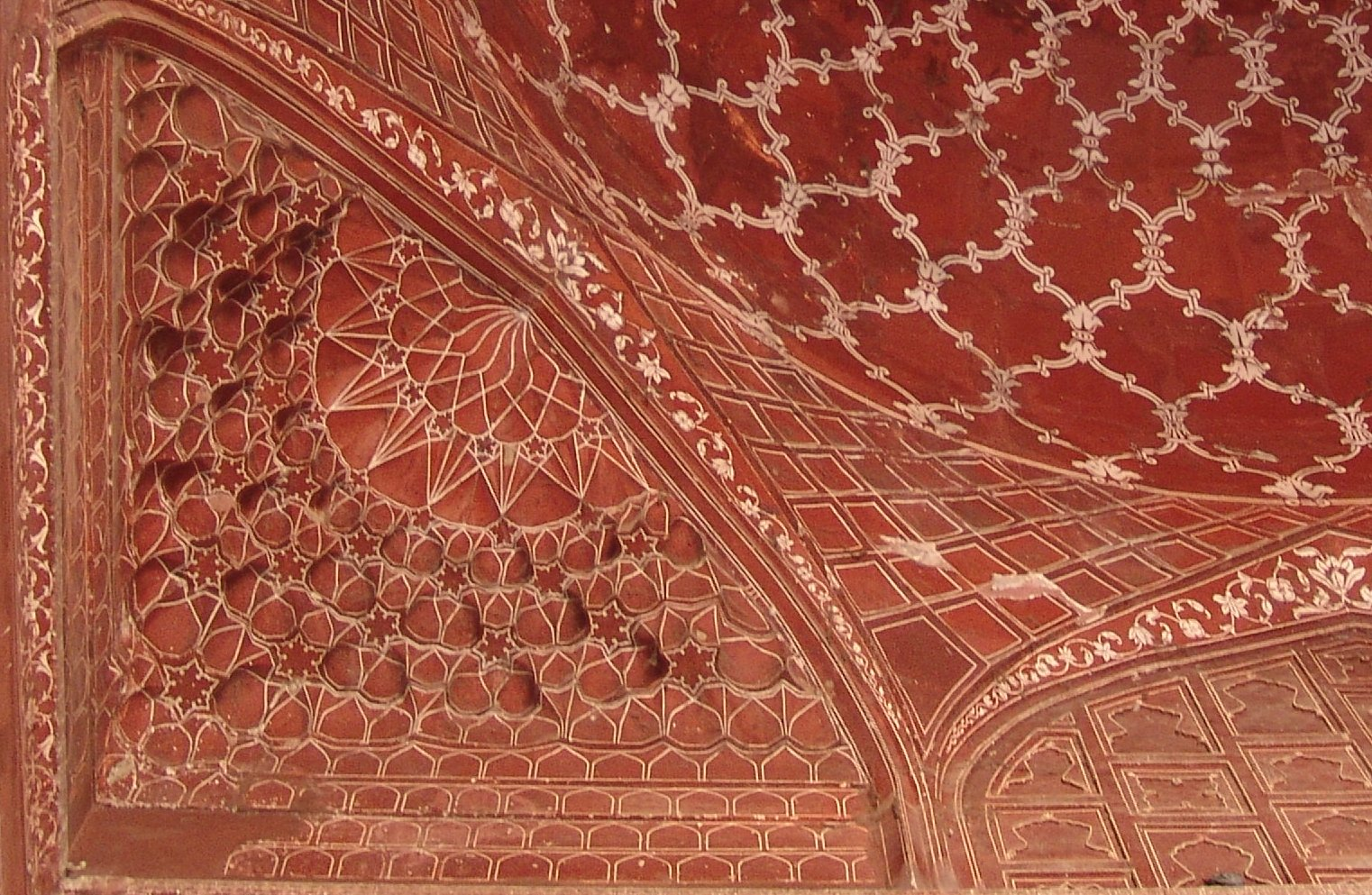
Тадж Махал. Детали
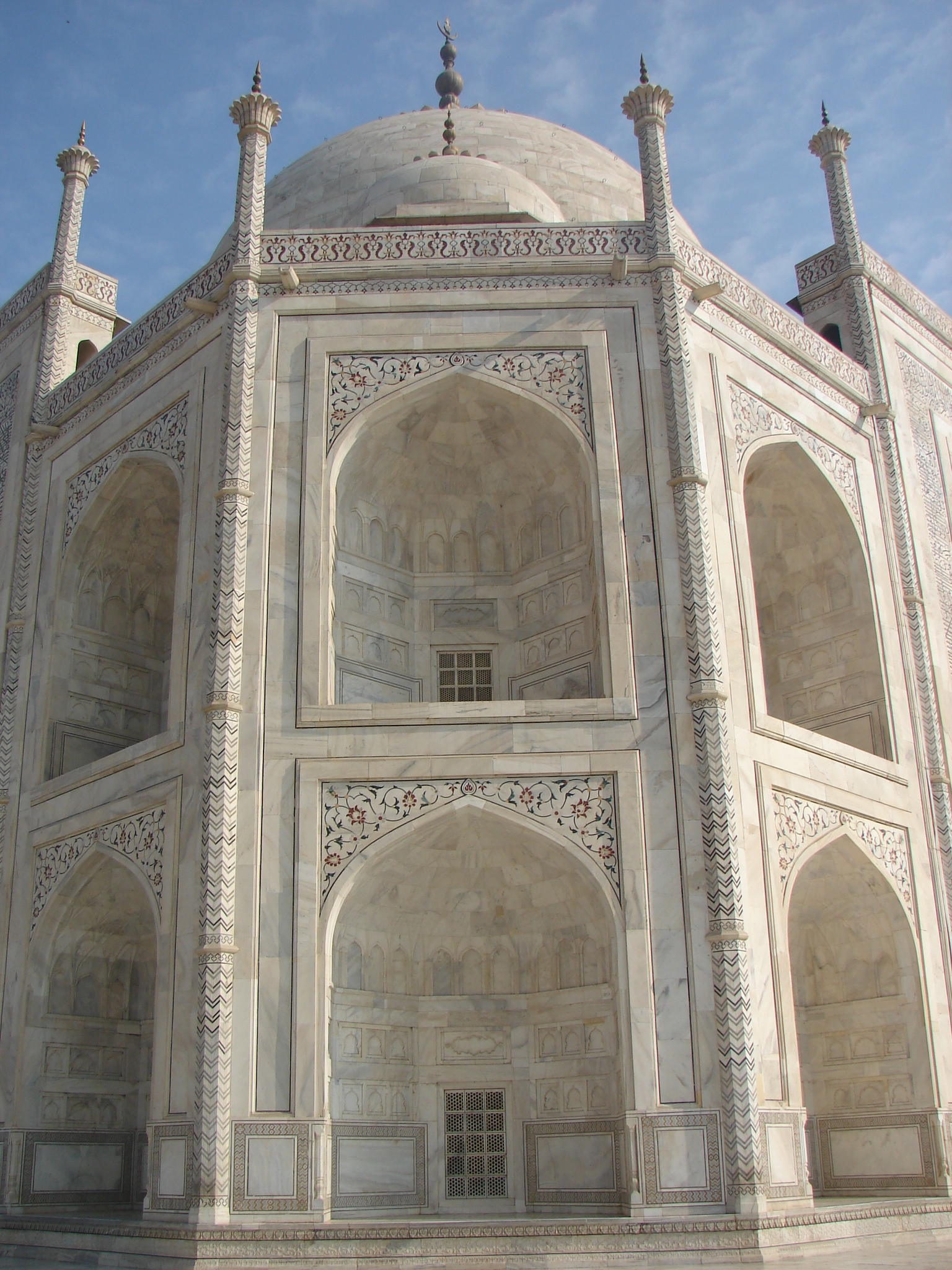
Тадж Махал
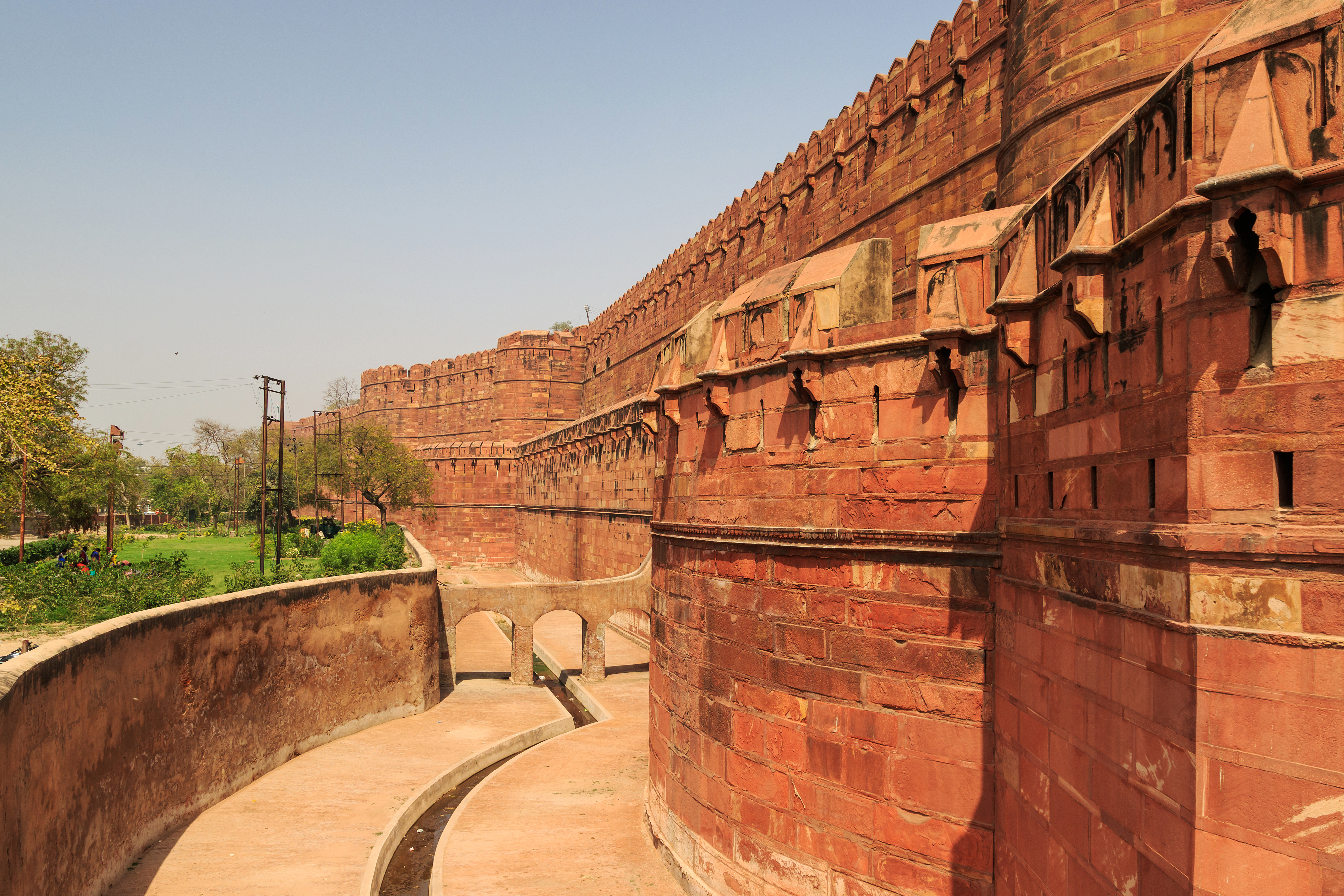
Крепостной вал красного форта
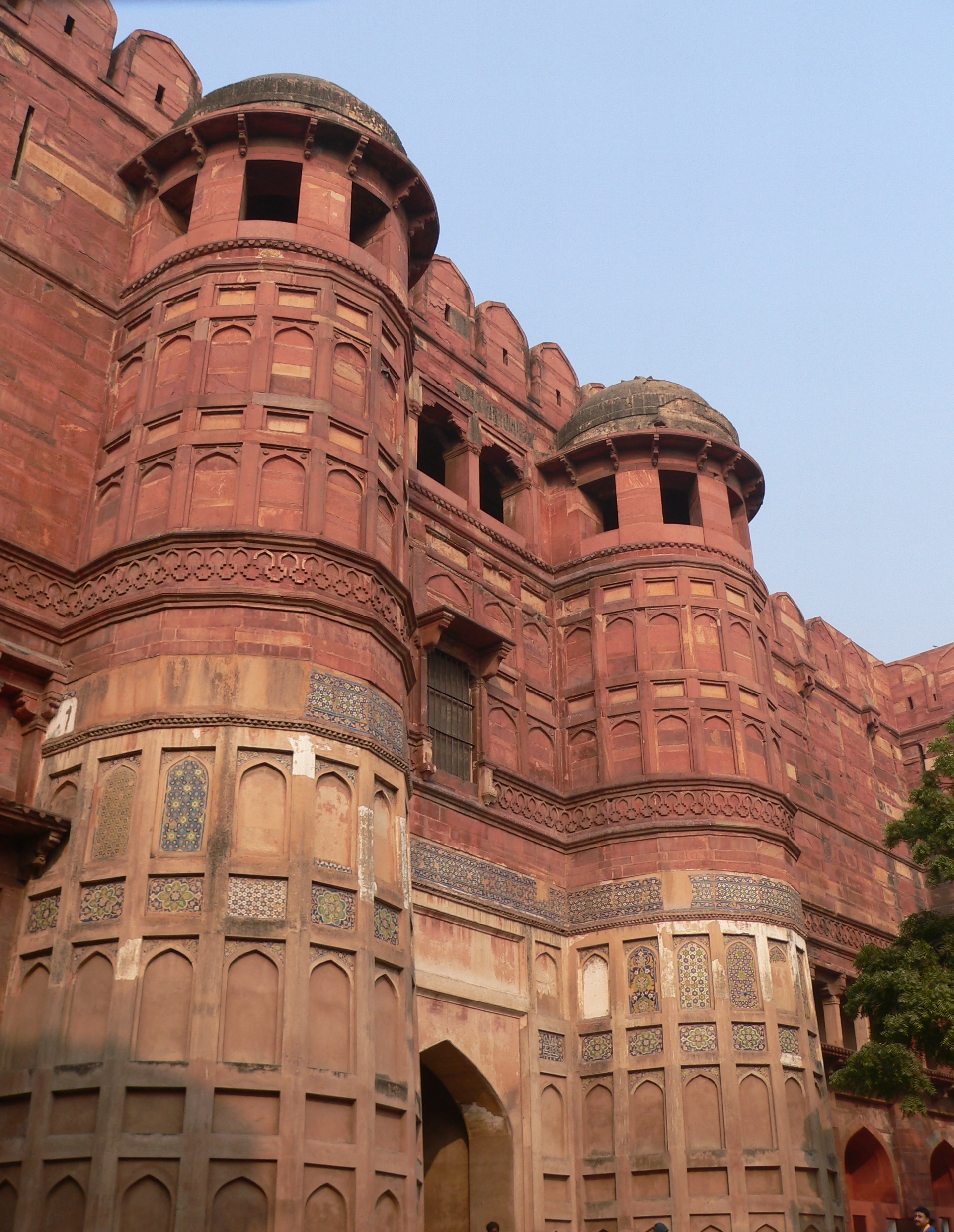
Ворота в красный форт
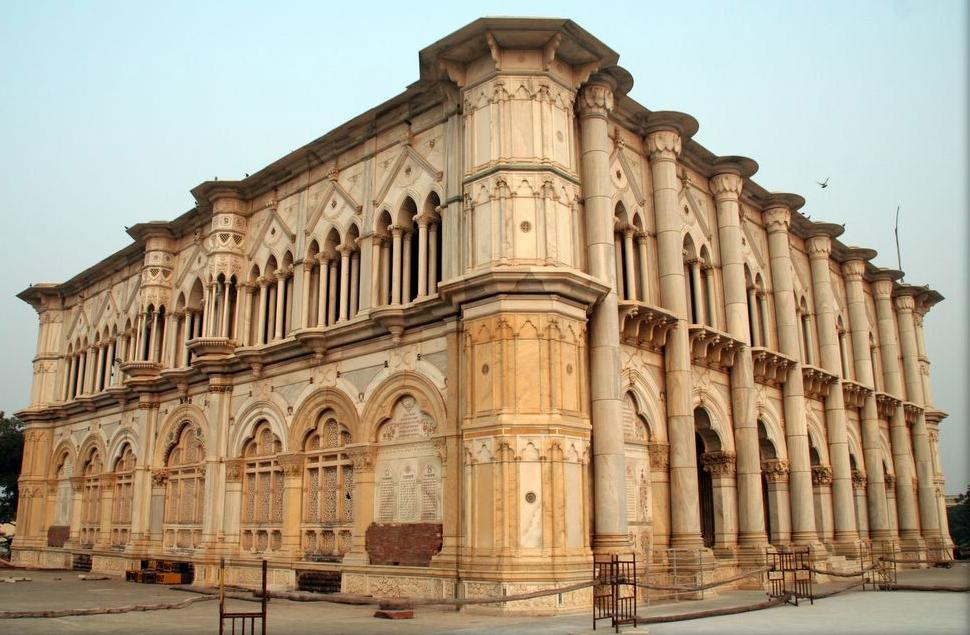
Соами Баг Самадх в Даялбаг.
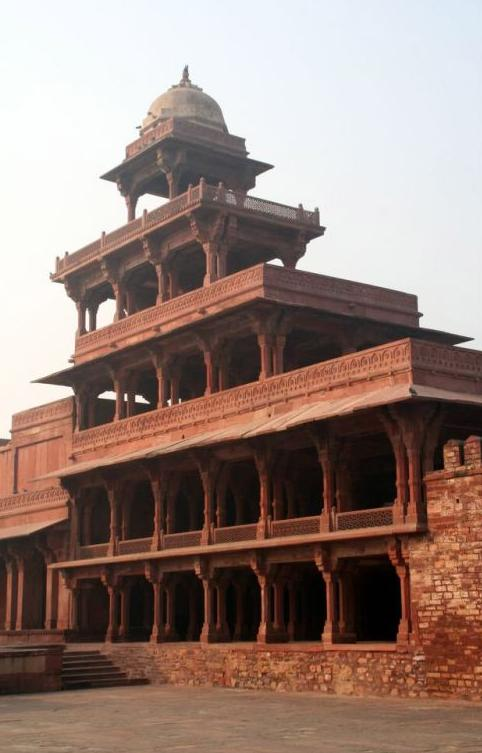
Панч Махал в Фатехпур-Сикри.
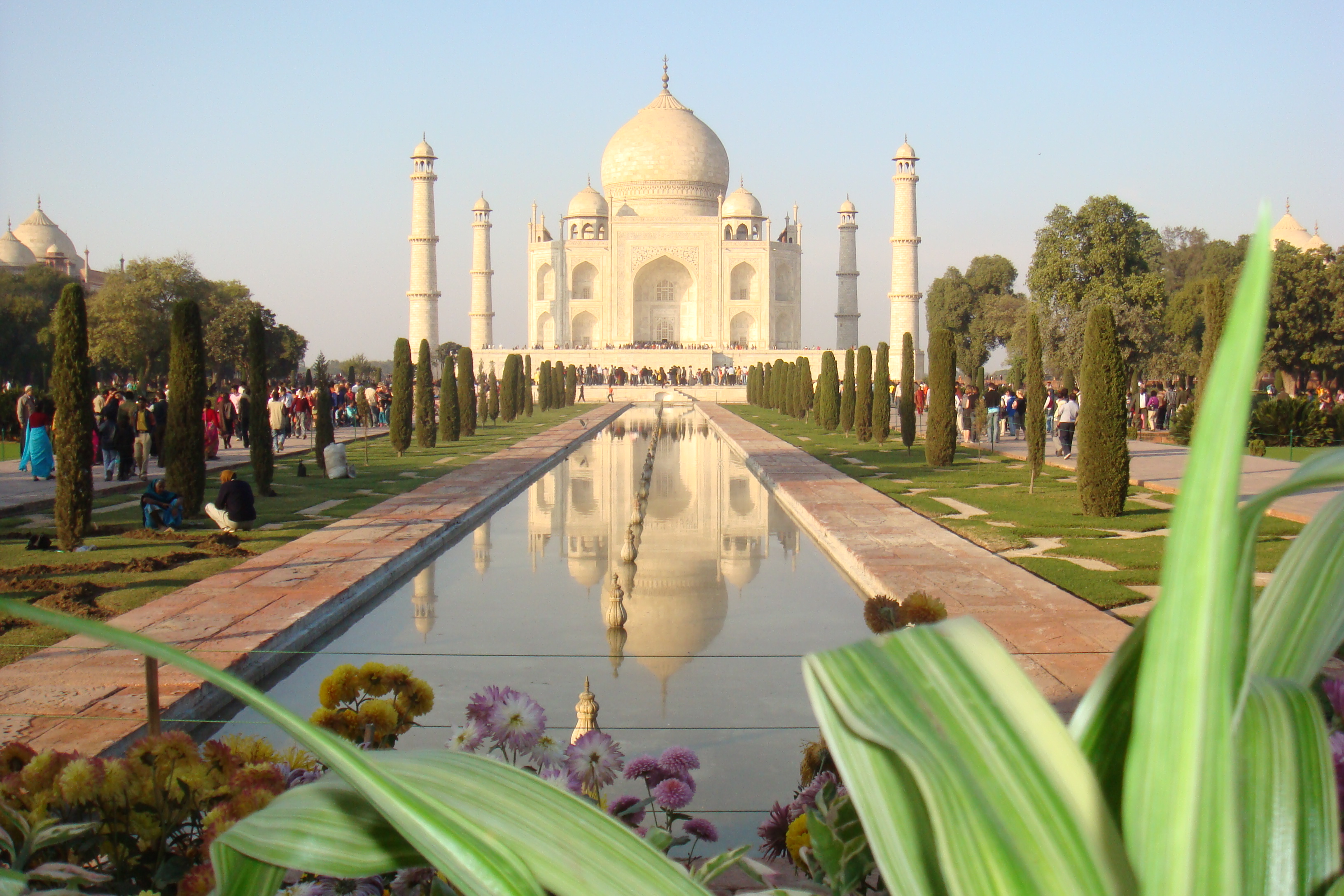
Тадж Махал
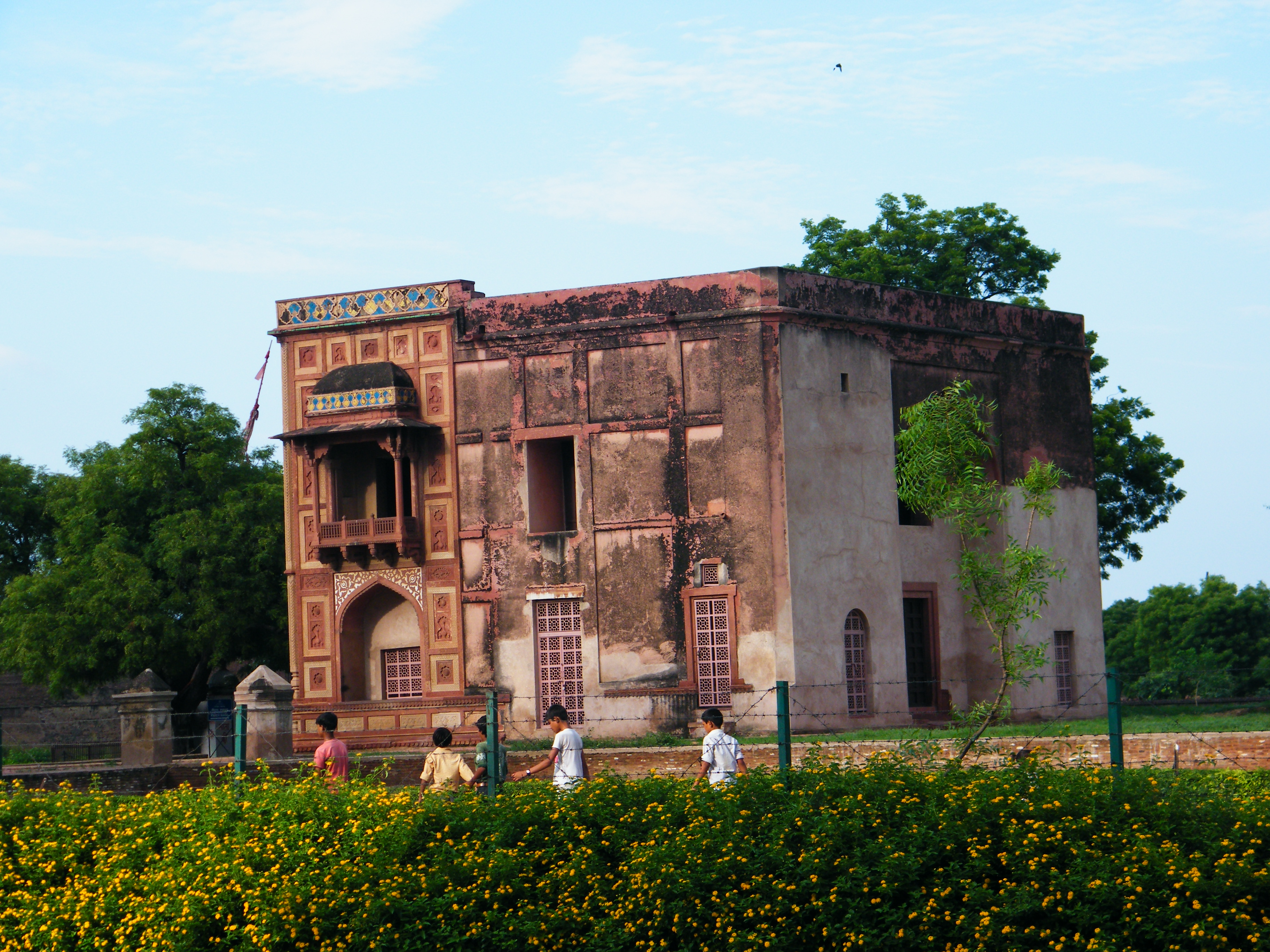
Канч Махал, Сикандара
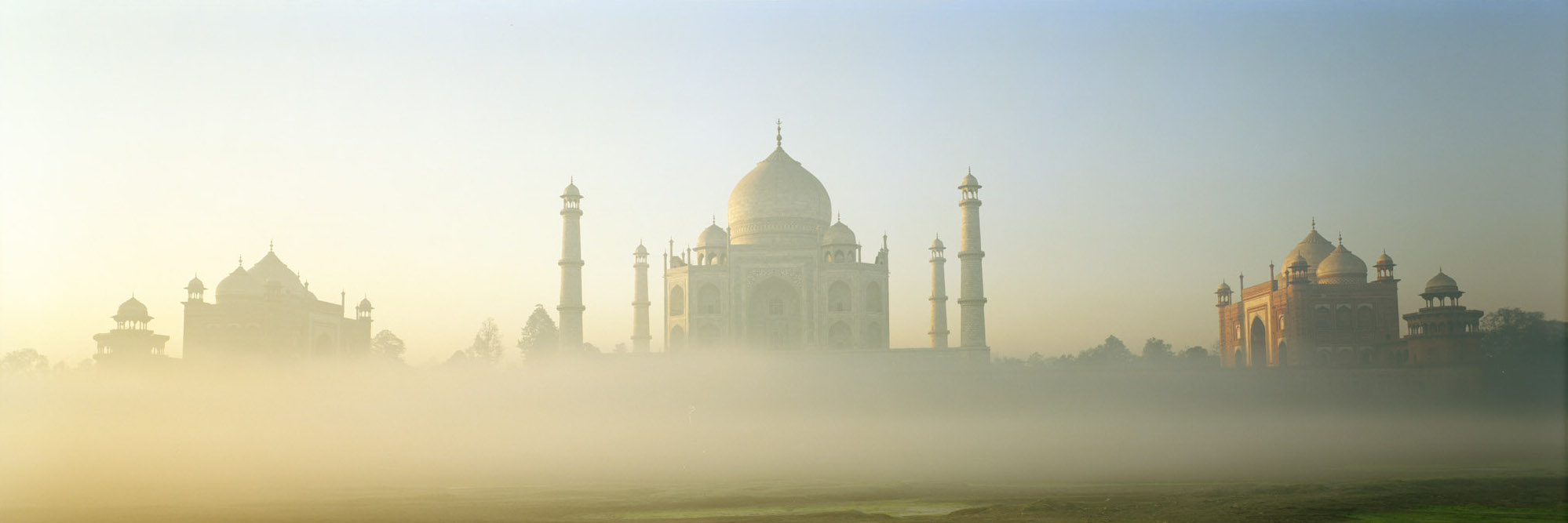
Тадж Махал на рассвете
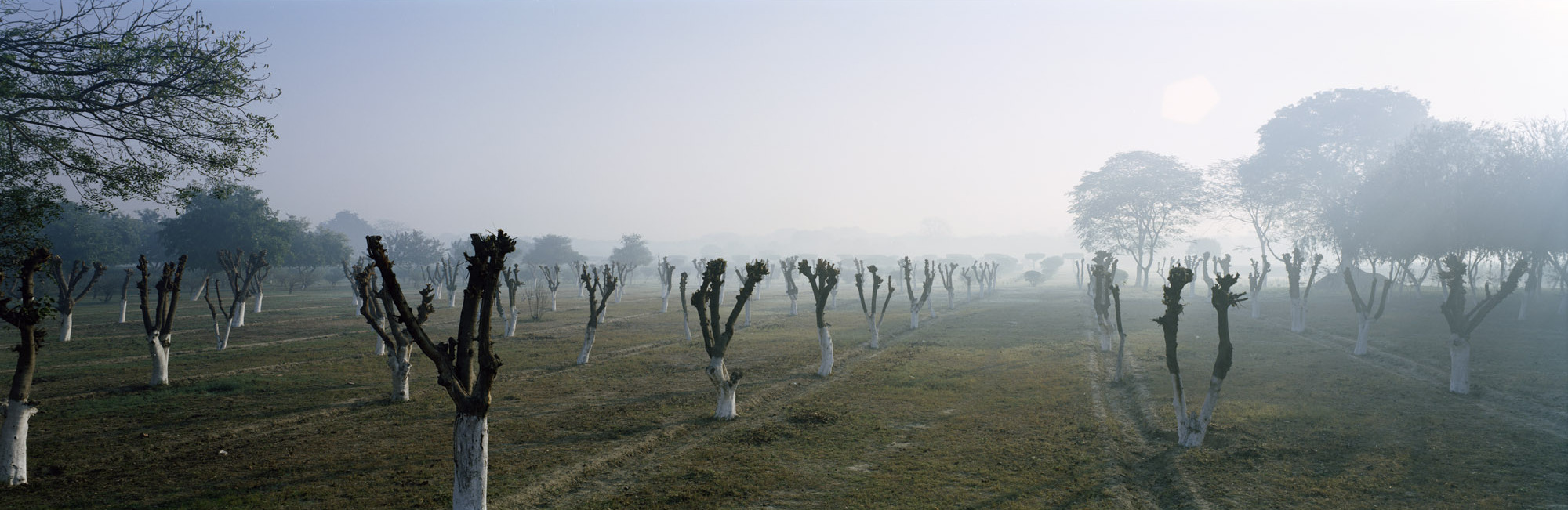
Мехтаб Баг (Лунный сад)
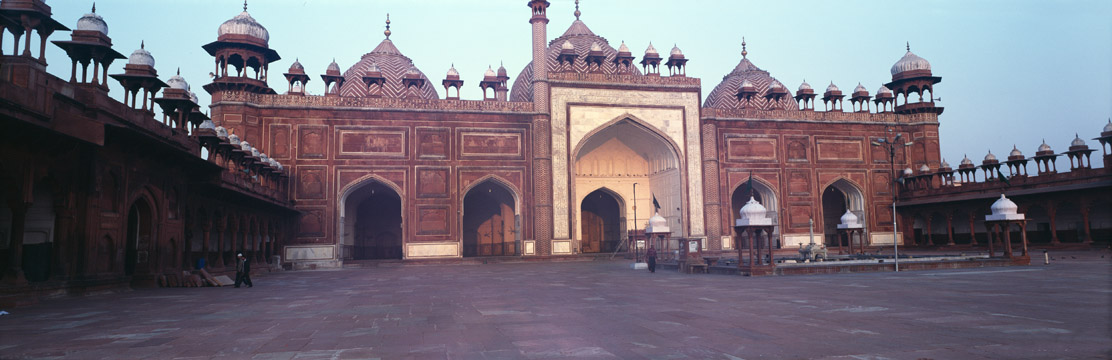
Джама-Масджид
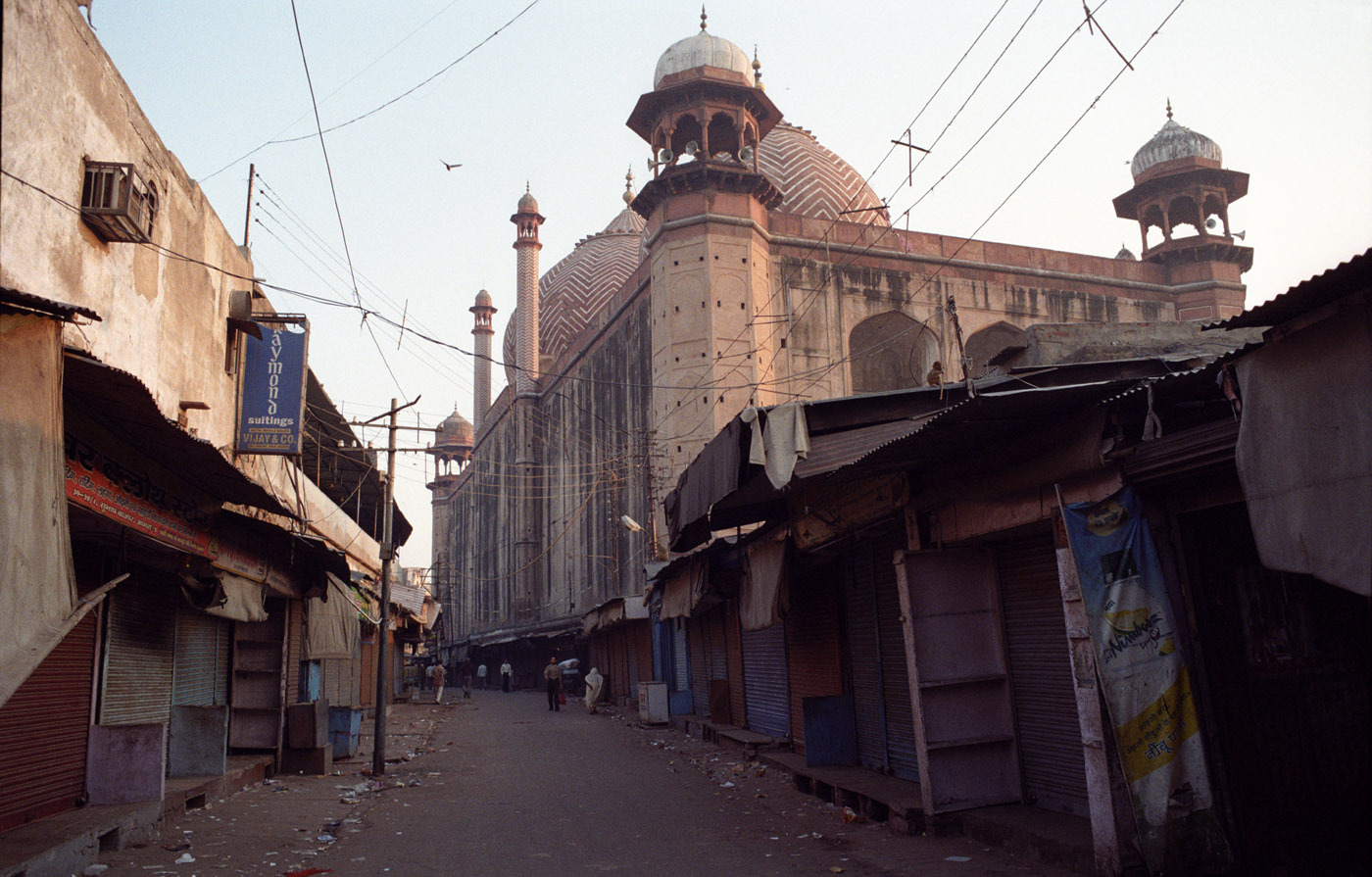
Улицы Агры (Джама-Масджид)
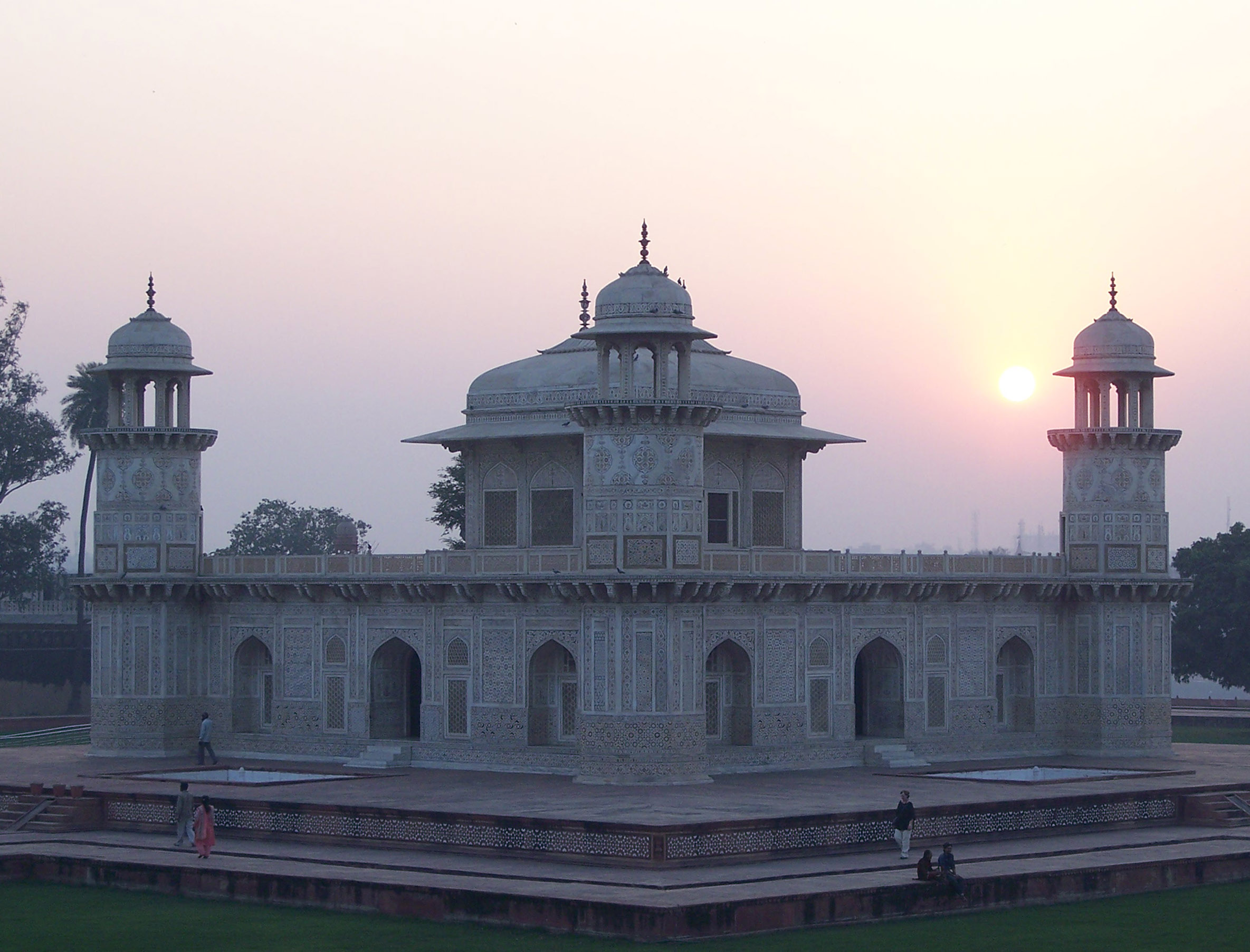
Мавзолей Итимад-Уд-Даула
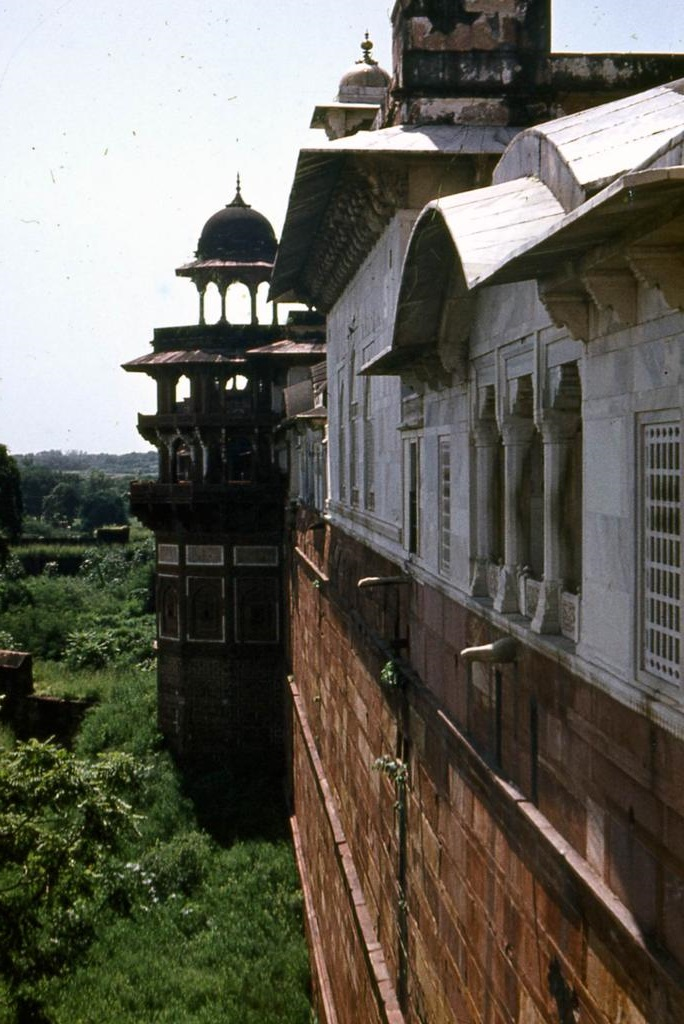
Вид красного форта в Агре